# Oblężenie Waco
Oblężenie Waco – trwające 51 dni oblężenie przez organy ścigania kompleksu Mount Carmel należącego do sekty religijnej Gałąź Dawidowa w okolicach miasta Waco w stanie Teksas.

## Nalot ATF

### Przygotowania
Korzystając z oświadczenia złożonego pod przysięgą przez Aguilerę, w którym zarzucono, że dawidianie naruszyli prawo federalne, ATF uzyskała nakazy przeszukania i aresztowania Davida Koresha i określonych zwolenników pod zarzutem posiadania broni, powołując się na wiele zgromadzonej przez nich broni palnej. Nakaz przeszukania nakazał przeszukanie „w dniu 28 lutego 1993 roku lub wcześniej”, w porze dziennej między godziną 6:00 a 22:00. ATF twierdziło, że Koresh prawdopodobnie prowadził laboratorium metamfetaminy, aby stworzyć związek narkotykowy i zdobyć aktywa wojskowe w ramach wojny z narkotykami. Chociaż dochodzenie ATF „koncentrowało się na naruszeniach dotyczących broni palnej, a nie na nielegalnych narkotykach”, ATF zwróciła się o pomoc do DEA i DOD „powołując się na związek z narkotykami” w oparciu o 1) niedawną dostawę do kompleksu „chemikaliów, instrumentów i wyrobów szklanych”, 2) pisemne zeznanie byłego mieszkańca kompleksu, twierdzące, że „Howell powiedział mu, że handel narkotykami jest pożądanym sposobem zbierania pieniędzy”, 3) kilku obecnych mieszkańców, którzy „wcześniej byli zaangażowani w narkotyki”, 4) dwóch byłych mieszkańców, którzy byli więzieni za przestępstwa związane z handlem narkotykami oraz 5) obrazy termowizyjne z przelotów Gwardii Narodowej pokazujące „gorący punkt wewnątrz kompleksu, prawdopodobnie wskazujący na laboratorium metamfetaminy”. Chociaż pierwotny wniosek o pomoc został początkowo zatwierdzony, oddział zakwestionował prośbę, a ATF uzyskało tylko miejsce szkoleniowe w Fort Hood w Teksasie od 25 do 27 lutego z inspekcjami bezpieczeństwa na torach szkoleniowych i otrzymało tylko szkolenie i sprzęt medyczny i komunikacyjny. ATF zaplanował swój nalot na poniedziałek 1 marca 1993 roku pod kryptonimem „Showtime”. ATF twierdziło później, że nalot został przesunięty dzień wcześniej na 28 lutego 1993 roku, w odpowiedzi na serię artykułów „Waco Tribune-Herald” o tytule The Sinful Messiah (pol. Grzeszny mesjasz), której publikacji ATF próbowała zapobiec. Począwszy od 1 lutego, agenci ATF odbyli trzy spotkania z personelem „Tribune-Herald” w sprawie opóźnienia w publikacji artykułu. Gazeta została po raz pierwszy poinformowana przez ATF, że nalot odbędzie się 22 lutego, który zmieniono na 1 marca, a następnie ostatecznie na nieokreśloną datę. Agenci ATF uważali, że gazeta wstrzymała publikację na prośbę ATF przez co najmniej trzy tygodnie. Podczas spotkania 24 lutego pomiędzy personelem „Tribune-Herald” i agentem ATF Phillipem Chojnackim oraz dwoma innymi agentami, ATF nie było w stanie dać personelowi gazety jasnego pojęcia, jakie działania są planowane i kiedy. „Tribune-Herald” poinformował ATF, że publikują serię, która zawierała artykuł redakcyjny wzywający władze lokalne do działania. Personel „Tribune-Herald” dowiedział się o zbliżającym się nalocie już po ukazaniu się pierwszej części artykułu 27 lutego.
Chociaż ATF wolało aresztować Koresha, gdy był poza Górą Karmel, planiści otrzymali niedokładne informacje, że Koresh rzadko ją opuszczał. Członkowie Gałęzi Dawidowej byli dobrze znani lokalnie i utrzymywali serdeczne stosunki z innymi mieszkańcami. Dawidianie częściowo utrzymywali się z handlu bronią na pokazach broni i dbali o posiadanie odpowiednich dokumentów, aby ich transakcje były legalne. Dawidianin Paul Fatta był federalnym licencjonowanym sprzedawcą broni palnej, a grupa prowadziła handel detaliczny bronią o nazwie Mag Bag. Kiedy przybyły przesyłki do Mag-Bag, zostały one podpisane przez Fattę, Steve’a Schneidera lub Koresha. Rankiem w dniu nalotu Paul Fatta i jego syn Kalani byli w drodze na pokaz broni w Austin, aby prowadzić interesy.

### 28 lutego
ATF podjęła próbę wykonania nakazu przeszukania w niedzielę rano 28 lutego 1993 roku. Miejscowy szeryf na taśmach audio wyemitowanych po incydencie powiedział, że nie został poinformowany o nalocie. Pomimo informacji, że dawidianie wiedzieli o zbliżającym się nalocie dowódca ATF rozkazał, aby się odbył, mimo że ich plan polegał na dotarciu do kompleksu bez uzbrojenia i przeszukania dawidian. Chociaż nie jest to standardowa procedura, agenci ATF mieli wypisaną grupę krwi na ramionach lub szyi po opuszczeniu miejsca postoju i przed nalotem, ponieważ było to zalecane przez wojsko w celu ułatwienia szybkiej transfuzji krwi w przypadku obrażeń.
Wszelka przewaga zaskoczenia została utracona, gdy reporter KWTX-TV, który został powiadomiony o nalocie, poprosił o wskazówki listonosza US Postal Service, który przypadkowo był szwagrem Koresha. Następnie Koresh powiedział tajnemu agentowi ATF Robertowi Rodriguezowi, że wiedzieli, że nalot jest nieuchronny. Rodriguez zinfiltrował dawidian i był zdumiony, gdy odkrył, że jego przykrywka została zdemaskowana. Agent usprawiedliwił się i opuścił kompleks. Zapytany później, co dawidianie robili, kiedy opuszczał kompleks, Rodriguez odpowiedział: Modlili się. Ocaleni z Mount Carmel napisali, że Koresh nakazał wybranym wyznawcom płci męskiej rozpoczęcie uzbrojenia i zajęcia pozycji obronnych, podczas gdy kobietom i dzieciom kazano ukryć się w swoich pokojach. Koresh powiedział im, że spróbuje porozmawiać z agentami, a to, co stanie się dalej, będzie zależało od intencji agentów. ATF przybył o godzinie 9:45 w konwoju pojazdów cywilnych, w skład którego wchodzili umundurowani pracownicy SWAT wraz ze sprzętem.
Agenci ATF oświadczyli, że słyszeli strzały dochodzące z wnętrza kompleksu, podczas gdy ocaleni z Branch Davidian twierdzili, że pierwsze strzały pochodziły od agentów ATF na zewnątrz. Sugerowanym powodem mogło być przypadkowe wystrzelenie broni, prawdopodobnie przez agenta ATF, powodujące, że ATF odpowiedział ogniem z broni automatycznej. Inne raporty twierdzą, że pierwsze strzały zostały oddane przez „psią drużynę” ATF wysłaną w celu zabicia psów w hodowli Gałęzi Dawidowej. Trzy helikoptery Armii Gwardii Narodowej zostały użyte do odwrócenia uwagi z powietrza i wszystkie zostały ostrzelane. Podczas pierwszych strzałów Koresh został ranny, postrzelony w rękę i brzuch. W ciągu minuty od rozpoczęcia nalotu Wayne Martin wezwali służby ratunkowe, prosząc o zaprzestanie strzelania. Martin poprosił o zawieszenie broni, a na taśmach audio nagrano go mówiącego: „Oto znowu nadchodzą!” i „To oni strzelają! To nie my!”.
Pierwszą ofiarą ATF był agent, który dotarł do zachodniej strony budynku, zanim został ranny. Agenci szybko ukryli się i ostrzelali budynki, podczas gdy helikoptery rozpoczęły dywersję i przeleciały nisko nad kompleksem sto pięć metrów od budynku. Dawidianie strzelali do helikopterów, które zostały trafione. Chociaż żaden z członków załogi nie został ranny, w odpowiedzi na to piloci helikopterów zdecydowali wycofać się z kompleksu Mount Carmel i wylądować. Po wschodniej stronie kompleksu agenci wnieśli dwie drabiny i ustawili je pod ścianą budynku. Następnie weszli na dach, aby zabezpieczyć go i dostać się do pokoju Koresha i miejsca, w którym jak sądzili, przechowywana była broń. Na zachodnim zboczu dachu trzech agentów dotarło do okna Koresha i kucało przy nim, kiedy znaleźli się pod ostrzałem. Jeden agent został zabity, a drugi ranny. Trzeci agent wspiął się na szczyt dachu i dołączył do innych agentów próbujących wejść do zbrojowni. Okno zostało wybite, wrzucono granat ogłuszający, a do zbrojowni weszło trzech agentów. Kiedy inny agent próbował za nimi podążać, grad kul przebił ścianę i zranił go, ale był w stanie dotrzeć do drabiny i ześlizgnąć się w bezpieczne miejsce. Agent strzelił ze strzelby w dawidianina, dopóki nie został trafiony w głowę ogniem zwrotnym i zabity. W zbrojowni agenci zabili Branch Davidian i odkryli skład broni, ale później znaleźli się pod ciężkim ostrzałem; dwóch zostało rannych. Kiedy uciekli, trzeci agent położył się, zasłaniając ogień, zabijając dawidianina. Kiedy uciekał, uderzył głową w drewnianą belkę nośną i spadł z dachu, ale przeżył. Agent na zewnątrz zapewnił im ogień osłonowy, ale został postrzelony przez dawidian i zabity na miejscu. Dziesiątki agentów ATF ukryło się, wielu za pojazdami dawidian i odpowiedziało ogniem. Liczba rannych ATF wzrosła, a agent został zabity przez ostrzał z kompleksu, gdy agenci strzelali do dawidian, znajdujących się na szczycie wieży. Wymiana ognia była kontynuowana, ale po 45 minutach nalotu ostrzał zaczął zwalniać, ponieważ agentom zaczęło brakować amunicji.
Szeryf porucznik Lynch z Departamentu Szeryfa Hrabstwa McLennan skontaktował się z ATF i wynegocjował zawieszenie broni. Agent ATF, Chuck Hustmyre, napisał później: „Po około 45 minutach strzelaniny w końcu strzelanina zaczęła słabnąć. Kończyła nam się amunicja. Dawidianie mieli jednak jej mnóstwo”. W sumie czterech agentów ATF (Steve Willis, Robert Williams, Todd McKeehan i Conway Charles LeBleu) zginęło podczas wymiany ognia. Kolejnych 16 zostało rannych. Po zawieszeniu broni Gałąź Dawidowa zezwoliła na ewakuację zabitych i rannych agentów ATF i wstrzymali ogień podczas ich odwrotu.

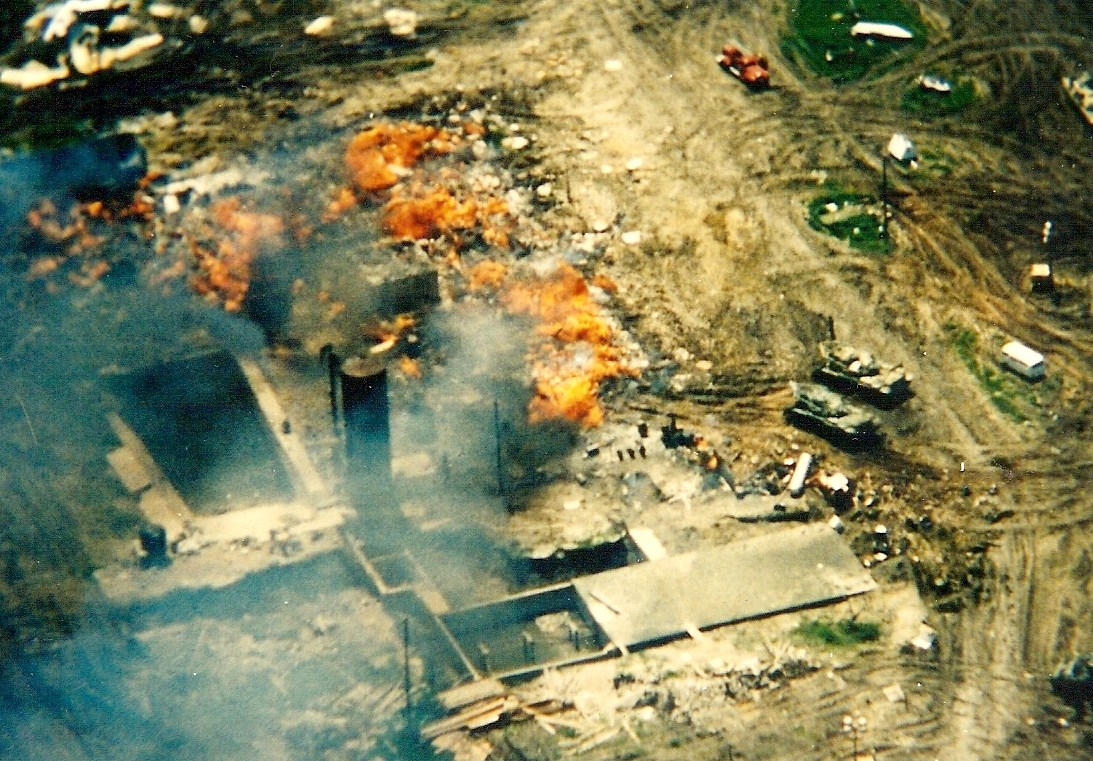
Dopalające się resztki kompleksu w którym dawidianie się bronili

## Oblężenie FBI
Agenci ATF nawiązali kontakt z Koreshem i innymi osobami wewnątrz kompleksu po tym, jak się wycofali. FBI przejęło akcję wkrótce po śmierci agentów federalnych, mianując Jeffa Jamara szefa biura terenowego Biura w San Antonio odpowiedzialnym za oblężenie jako dowódca miejsca. Zespołem ratowania zakładników FBI (Hostage Rescue Team) kierował dowódca HRT Richard Rogers, który wcześniej był krytykowany za swoje działania podczas incydentu w Ruby Ridge. Podobnie jak w Ruby Ridge, Rogers często wyprzedzał dowódcę miejsca w Waco i mobilizował zarówno zespoły taktyczne Blue, jak i Gold HRT w tym samym miejscu, co ostatecznie stworzyło presję, aby taktycznie rozwiązać sytuację z powodu braku rezerw HRT. Początkowo dawidianie kontaktowali się telefonicznie z lokalnymi mediami, a Koresh udzielał wywiadów telefonicznych. FBI przerwało komunikację Davida ze światem zewnętrznym. Przez następne 51 dni komunikacja z osobami w środku odbywała się telefonicznie przez grupę 25 negocjatorów FBI. W końcowym raporcie Departamentu Sprawiedliwości stwierdzono, że negocjatorzy krytykowali dowódców taktycznych za podcinanie negocjacji.
W ciągu pierwszych kilku dni FBI wierzyło, że dokonało przełomu, negocjując z Koreshem porozumienie, zgodnie z którym Dawiadianie pokojowo opuszczą kompleks w zamian za wiadomość nagraną przez Koresha, która zostanie wyemitowana w ogólnokrajowym radiu. Transmisja została nadana, ale Koresh następnie powiedział negocjatorom, że Bóg kazał mu pozostać w budynku i „czekać”.
19 kwietnia 1993 podczas akcji FBI mającej miejsce po trwającym 51 dni oblężeniu farma stanęła w płomieniach. Ogień rozniecili członkowie sekty w celu dokonania samospalenia. Kompleks uległ całkowitemu spaleniu. Zginęło 75 osób, w tym 22 dzieci. Zginął na miejscu też wówczas David Koresh. W ciągu oblężenia i pożaru zginęło w sumie 86 osób, w tym 4 agentów.

## Film
Na podstawie wydarzeń w tym samym roku powstał film Oblężenie Waco oparty na tym wydarzeniu.